# Wrodzona przepuklina przeponowa

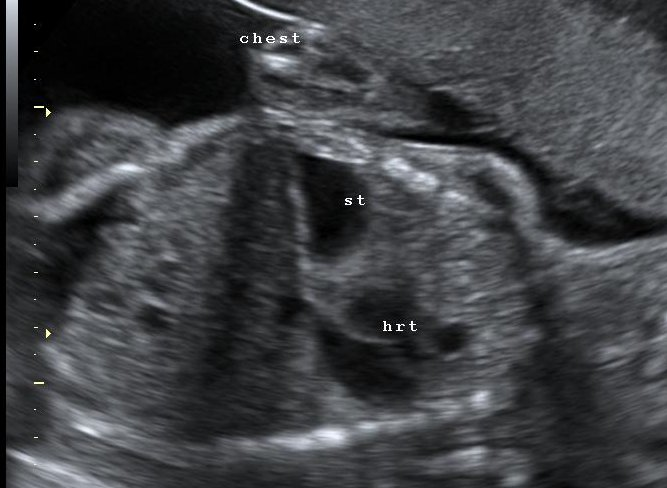
USG płodu pokazuje przemieszczenie żołądka do klatki piersiowej

Wrodzona przepuklina przeponowa – wada wrodzona polegająca na przemieszczeniu przez ubytek w przeponie narządów jamy brzusznej do klatki piersiowej. Przepuklina prowadzi do zaburzeń w rozwoju płuc i ich hipoplazji. Wada powstaje około 3-8 tygodnia życia zarodkowego. Wyróżnia się dwa typy przepukliny:
- przepuklina Bochdaleka, częstsza
- przepuklina Morgagniego.

## Rozpoznanie
Rozpoznanie wady powinno być postawione w standardowym badaniu USG płodu. 

## Rokowanie
Rokowanie jest złe, mimo postępu w chirurgii wady śmiertelność (wynikająca przede wszystkim z niewydolności oddechowej noworodka) jest wysoka i sięga 40%.